# Bon ton na ostrzu noża
Bon ton na ostrzu noża – szósty singiel zespołu Pidżama Porno promujący płytę Marchef w butonierce. Singiel został wydany w ograniczonym nakładzie (każdy egzemplarz jest numerowany) przez S.P. Records w 2001 roku. Singiel nie był dostępny w sprzedaży. 
Do piosenki powstał teledysk autorstwa Wojciecha Hoffmana.

## Lista utworów
1. Bon ton na ostrzu noża – wersja radiowa
2. Bon ton na ostrzu noża – wersja koncertowa
3. Bon ton na ostrzu noża – wersja karaoke